# Gmina Puka
Gmina Puka (est. Puka vald) – gmina wiejska w Estonii, w prowincji Valga.
W skład gminy wchodzą:
- 1 miasto: Puka,
- 18 wsi: Aakre, Kibena, Kolli, Komsi, Kuigatsi, Kähri, Meegaste, Palamuste, Pedaste, Plika, Prange, Purtsi, Põru, Pühaste, Rebaste, Ruuna, Soontaga oraz Vaardi.